# Andrea Ross
Andrea Christine Ross (Dover, New Hampshire, Estados Unidos, 8 de abril de 1991), é uma cantora e atriz norte-americana. Começou sua carreira musical com 8 anos. Aos 13 foi descoberta pelo produtor Andrew Lloyd Webber, que decidiu produzir seu CD de estréia, intitulado Moon River (2007).
Andrea é filha do engenheiro William Ross e da contabilista Paula Manousos Ross. Aos 3 anos de idade, demonstrou seu talento musical recitando o alfabeto em estilo de ópera. Sua carreira dramatúrgica começou aos 4 anos, em peças teatrais locais. Aos 10 anos sua família decidiu levá-la a Boston, Massachussets, para uma audição teatral profissional. A partir daí, Andrea começou a chamar a atenção da mídia local.
Em 23 de maio de 2005, com 14 anos, Andrea tornou-se a pessoa mais jovem a receber o Prêmio Elliot Norton de melhor atriz. Terry Byrne, crítico de teatro do jornal Boston Herald, comentou: 
| “ | Presença de palco é a qualidade indispensável que atores têm de ter para atrair a atenção da platéia, antes mesmo de a fala começar. [...] Combine isso com talento artístico considerável, uma voz magnífica e um forte senso de foco, e a qualidade torna-se inegável. | ” |

Andrea faz parte da organização profissional Actors' Equity desde 2006. Em agosto do mesmo ano, Andrea interpretou Gabriella Montez, a protagonista do filme High School Musical, quando o longa-metragem ainda era um musical de teatro. No cinema, o papel coube à também cantora e atriz filipino-americana Vanessa Hudgens.